# Minggatu
Minggatu (Escriptura mongola: ᠮᠢᠩᠭᠠᠲᠦ; xinès tradicional: 明安圖, xinès simplificat: 明安图, pinyin: Míng'Āntú; nom complet Sharabiin Myangat, mongol: Шаравын Мянгат) (c. 1692 - c. 1763) fou un matemàtic, astrònom i topògraf mongol de la cort de la dinastia Qing. El seu nom de cortesia fou Jing An (静安).

## Biografia
Minggatu nasqué a la Bandera blanca (actualment a la Lliga de Xilin Gol, Mongòlia Interior) durant l'Imperi Qing. Era membre del clan Sharaid. El seu nom apareix per primera vegada als registres oficials xinesos l'any 1713, com a shengyuan (estudiant becat per l'estat) de la comitiva de l'Emperador Kangxi pel Departament Imperial d'Astronomia. Hi treballà conjuntament amb els missioners jesuïtes encarregats de la reforma del calendari. Participar també en les trasques d'edició i recopilació de tres llibres mestres d'astronomia i s'uní a l'equip de mesures d'àrea de la Xina. Va ser un dels editors principals de l'enciclopèdia Essència de les Matemàtiques Imperials (御製數理精蘊, Shuli jingyun), publicada el 1723 sota la direcció de Mei Juecheng.
Del 1724 al 1759 treballà a l'Observatori Imperial. Participà en l'esborrany i l'edició del calendari i en l'estudi de l'esfera armil·lar.
El seu treball seminal The Quick Method for Obtaining the Precise Ratio of Division of a Circle (xinès tradicional i simplificat: 割圜密率捷法, pinyin: Gē huán mì lǜ jié fǎ), que fou completat de manera pòstuma pel seu fill Mingshin i alguns dels seus deixebles (entre ells el seu alumne més capacitat, Chen Jihin, i un intendent del ministre d'economia, Zhang), fou una contribució molt significativa al desenvolupament de les matemàtiques a la Xina.
Fou la primera persona a la Xina en calcular sèries infinites (les Expansions de funcions trigonomètriques en sèries infinites de Minggatu) i obtingué més de 10 fórmules. En la dècada de 1730 establí i usà per primera vegada a la història el que posteriorment es conegué com a nombres de Catalan. La influència dels missioners jesuïtes queda manifesta per la gran quantitat de traces de les matemàtiques europees en els seus treballs, incloent-hi l'ús de nocions euclidianes en fraccions contínues, sumes, restes, multiplicacions, divisions de sèries, el teorema del binomi i reversions de sèries, entre d'altres. Entre els treballs més remarcables de Minggatu hi ha les expansions en sèries per funcions trigonomètriques i logarítmiques, apreheses algebraicament i inductivament sense l'ajuda del càlcul diferencial i integral.
En 1742 participà en la revisió del Compendi d'astronomia observacional i computacional. En 1756 participà en la inspecció del Kanat de Jungària (reanomenat Xinjiang), que s'incorporà a l'Imperi Qing de la mà de l'Emperador Qianlong. Fou gràcies a les seves inspeccions geogràfiques a Xinjiang que s'acabà l'Atles Complet de l'Imperi (el primer atles de la Xina fet amb mètodes científics).
Entre el 1760 i el 1763, poc abans de la seva mort, fou administrador del Departament Imperial d'Astronomia.

## Reconeixement pòstum
El 1910, el matemàtic japonès Yoshio Mikami mencionà que Minggatu fou el primer xinès en entrar al camp dels mètodes de recerca analítics.
El matemàtic Peter J. Larcombe, de la Universitat Derby, va publicar l'any 1999 7 treballs sobre els texts de Minggatu, incloent-hi els estímuls del missioner, matemàtic, enginyer i geògraf jesuïta Pierre Jartoux, qui portà a la Xina el coneixement sobre tres sèries infinites a començaments del segle xviii.
El 26 de maig de 2002 el planeta menor 28242 fou batejat en honor de Minggatu com a 28242 Mingantu.